# Droga wojewódzka 172
Die Droga wojewódzka 172 (DW 172) ist eine Woiwodschaftsstraße in Polen, die die Stadt Połczyn-Zdrój (Bad Polzin) und Szczecinek (Neustettin) verbindet. Die Gesamtlänge beträgt 42 Kilometer. 
Die Straße führt durch Woiwodschaft Westpommern und zwei Kreise: Świdwin (Schivelbein) und Szczecinek (Neustettin).

## Quelle
- Zarządzenie Nr 74 Generalnego Dyrektora Dróg Krajowych i Autostrad z dnia 2 grudnia 2008 r.